# Бланкизам
Бланкизам се односи на схватање револуције које се генерално приписује Лују Огисту Бланкију (1805–1881) које сматра да социјалистичку револуцију треба да изведе релативно мала група високо организованих и тајних завереника. Преузевши власт, револуционари би онда искористили моћ државе да уведу социјализам. Сматра се посебном врстом „пучизма“ – то јест, гледиштем да политичка револуција треба да има форму пуча или државног удара.
Бланкизам се разликује од других социјалистичких струја на различите начине: с једне стране, Бланки није веровао у преовлађујућу улогу пролетаријата, нити је веровао у народне покрете — уместо тога је веровао да револуцију треба да изведе мала група професионалних, посвећених револуционара, који би се силом успоставила привремена диктатуру. Ова диктатура би омогућила спровођење основа новог поретка, након чега би власт потом била предата народу. У другом гледишту, Бланки се више бавио самом револуцијом него будућим друштвом које би произашло из ње – ако би његова мисао била заснована на прецизним социјалистичким принципима. Бланкистичка мисао ретко иде толико далеко да замишља чисто социјалистичко друштво. За бланкисте, рушење буржоаског друштвеног поретка и револуција су сами по себи довољни циљеви, барем за становишта њихових непосредних интереса.